# Бабалеу Іван Павлович
Іван Павлович Бабале́у (нар. 15 березня 1922, Пелінія) — передовик сільськогосподарського виробництва Молдавської РСР, Герой Соціалістичної Праці з 1973 року.

## Біографія
Народився 15 березня 1922 року в селі Пелінії (нині Дрокійський район, Молдова). Член ВКП(б) з 1950 року. Упродовж 1949—1957 років працював трактористом Пелінінської МТС; у 1958—1976 роках — очолював тракторну бригаду колгоспу імені Жданова, що працював у Пелінії; з 1977 року — майстер-налаштувальник ремонтної майстерні цього ж господарства. 
На посаді бригадира вивчав і впроваджував передовий досвід, що привело до підвищеня коефіцієнта використання тракторів та іншої сільськогосподарської техніки, а очолювана ним бригада із року в рік перевиконувала виробничі завдання. У 1966—1970 роках отримано у середньому 58 ц/га кукурудзи (зерно), 22 ц/га соняшника та 360 ц/га цукрових буряків; у 1975 році відповідно — 61, 22,5, 390.
Нагороджений двома орденами Леніна, орденом Жовтневої Революції і орденом «Знак Пошани».